# Miss you/„O”-Sei.Han.Gō
miss you/„O”-Sei.Han.Gō (jap. miss you/“O”-正・反・合) – ósmy singel południowokoreańskiego zespołu TVXQ, wydany w Japonii 8 listopada 2006 roku przez Rhythm Zone. Został wydany w dwóch edycjach: limitowanej CD+DVD oraz regularnej CD. Osiągnął 3 pozycję w rankingu Oricon i pozostał na liście przez 4 tygodnie, sprzedał się w nakładzie 29 226 egzemplarzy w Japonii i 11 645 w Korei Południowej.
„„O”-Sei.Han.Gō” to japońska wersja piosenki „„O”-Jung.Ban.Hap.” z koreańskiego albumu o tym samym tytule.

## Lista utworów

### CD
| CD | CD                                                  | CD    | CD             | CD                   | CD      |
| Nr | Tytuł utworu                                        | Tekst | Kompozycja     | Aranżacja            | Długość |
| -- | --------------------------------------------------- | ----- | -------------- | -------------------- | ------- |
| 1. | „miss you”                                          | H.U.B | Daisuke Suzuki | h-wonder             | 4:42    |
| 2. | „„O”-Sei.Han.Gō” (jap. “O”-正・反・合)              | H.U.B | Yoo Young-jin  | Yoo Young-jin        | 4:17    |
| 3. | „Sky” (Tvp uta's mix)                               | H.U.B | h-wonder       | h-wonder UTA (remix) | 5:20    |
| 4. | „miss you” (Less Vocal)                             |       | Daisuke Suzuki | h-wonder             | 4:42    |
| 5. | „„O”-Sei.Han.Gō” (jap. “O”-正・反・合) (Less Vocal) |       | Yoo Young-jin  | Yoo Young-jin        | 4:17    |

### CD+DVD
| CD | CD                                                  | CD    | CD             | CD            | CD      |
| Nr | Tytuł utworu                                        | Tekst | Kompozycja     | Aranżacja     | Długość |
| -- | --------------------------------------------------- | ----- | -------------- | ------------- | ------- |
| 1. | „miss you”                                          | H.U.B | Daisuke Suzuki | h-wonder      | 4:42    |
| 2. | „„O”-Sei.Han.Gō” (jap. “O”-正・反・合)              | H.U.B | Yoo Young-jin  | Yoo Young-jin | 4:17    |
| 3. | „miss you” (Less Vocal)                             |       | Daisuke Suzuki | h-wonder      | 4:42    |
| 4. | „„O”-Sei.Han.Gō” (jap. “O”-正・反・合) (Less Vocal) |       | Yoo Young-jin  | Yoo Young-jin | 4:17    |

| DVD | DVD                     | DVD     |
| Nr  | Tytuł utworu            | Długość |
| --- | ----------------------- | ------- |
| 1.  | „miss you” (Video Clip) |         |
| 2.  | „Off Shot Movie”        |         |